# Comillas (Madrid)
Comillas es el barrio n.° 111 de la ciudad de Madrid, uno de los siete que componen el distrito de Carabanchel. Cuenta con 23.466 habitantes (Padrón Municipal, 2024).
Con una superficie de 0,665999 km² y un perímetro de 4,257 km, limita al sur con la Plaza Elíptica, al norte con Madrid Río, que comparte con el distrito de Arganzuela, al oeste con la calle Antonio Leyva y el barrio de Opañel y al este con el Paseo de Santa María de la Cabeza y el distrito de Usera.

## Demografía
El Barrio de Comillas cuenta con 23.466 vecinos (Padrón 2024), con un ascenso poblacional en los últimos años. En comparación con la población de Madrid los vecinos del barrio tienen una edad superior, alcanzando una media de 46,0 años frente a los 44,0 años de la media de la ciudad, siendo además la media de edad más alta del distrito. El porcentaje de población con nacionalidad distinta a la española se sitúa por debajo de la media de la ciudad y también es menor al resto de barrios del distrito, con un 22,9% de la población, frente al 28,8% de nacidos en el extranjero para el conjunto de la ciudad de Madrid. Por otro lado la población de Comillas está más feminizada que el conjunto de la ciudad, al haber en Comillas 115,8 mujeres por cada 100 hombres frente a las 113,5 mujeres por cada 100 hombres del conjunto de la ciudad.

## Indicadores socioeconómicos
El Barrio de Comillas cuenta con una renta media por hogar por debajo de la media de la ciudad, ya que según datos del INE de 2022 la renta media de cada hogar de Comillas se situó en 33.931 euros en 2022, frente a los 46.651 euros de renta media por hogar en el conjunto de la ciudad. Esta inferior renta se debe a una población con un menor índice de afiliación a la Seguridad Social, ya que apenas el 38,0% de la población entre 16 y 64 años constaba como afiliada a la Seguridad Social en 2023, frente al 45,9% del conjunto de la ciudad de Madrid. Además, también la tasa de paro fue superior en Comillas al conjunto de la ciudad, con una tasa de paro en mayo de 2025 del 6,45%, frente al 5,69% del conjunto de la ciudad. No obstante, en los últimos años la renta media ha tenido una trayectoria alcista, al igual que el empleo, con un crecimiento de las personas afiliadas a la Seguridad Social en los últimos años y al contrario del desempleo, que se ha venido reduciendo los últimos años.

## Zonas verdes

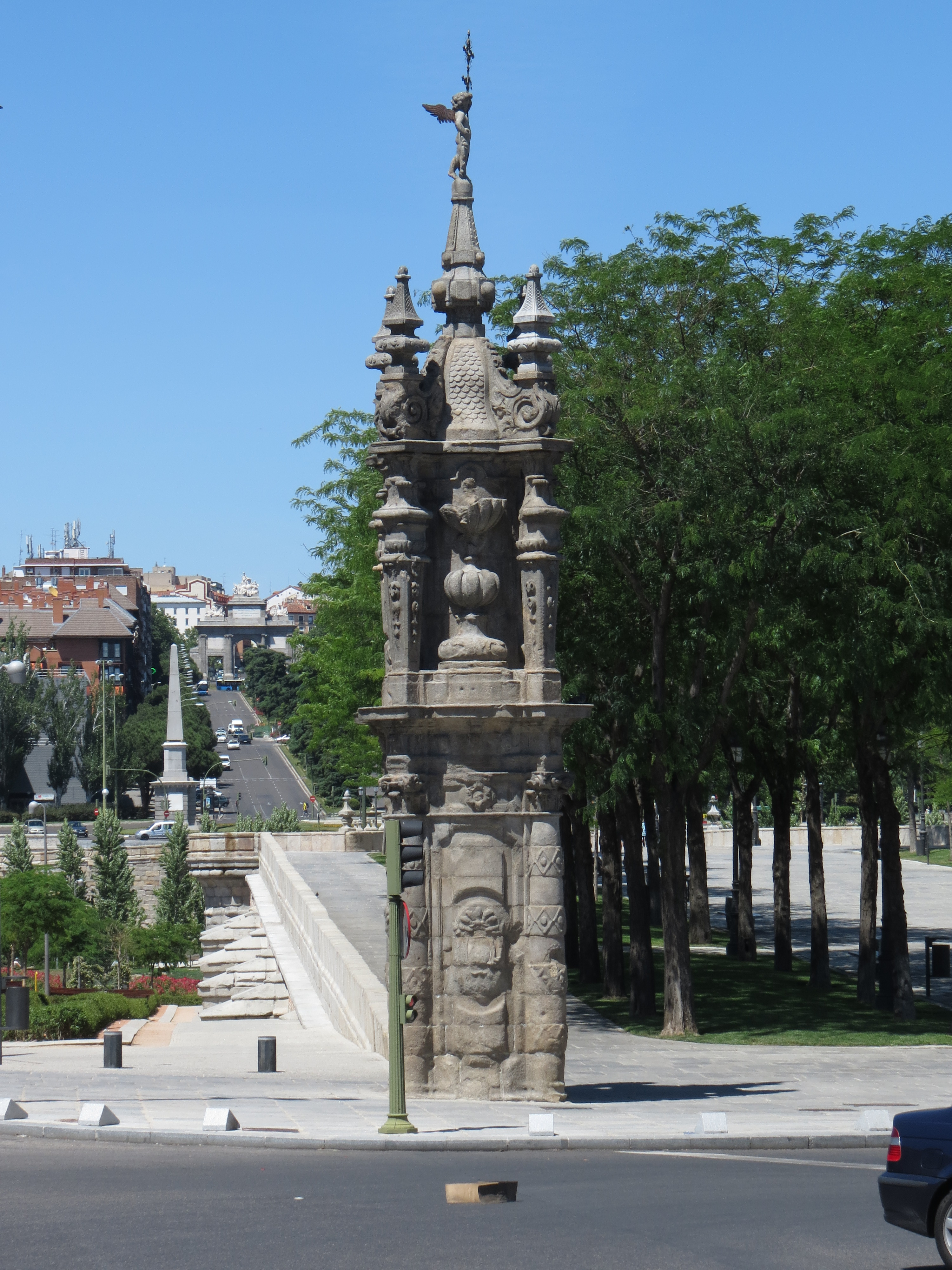
Arranque del acceso sur del Puente de Toledo, en el barrio de Comillas

En Comillas solo podemos encontrar un parque que se sitúe completamente dentro del barrio, el Parque de Comillas, que además lleva el nombre de este barrio. Se encuentra situado entre las calles de Antonio de Leyva, Miguel Soriano y Baleares, y se puede acceder al parque desde las tres calles, si bien en este momento, con motivo de la construcción de la Estación de Comillas de la ampliación de la línea 11 del Metro de Madrid este parque cuenta con una superficie abierta al público muy inferior a la anterior a las obras. También es digno de mención el encantador parquecillo que al final de Marqués de Jura Real, gracias a su pendiente, sirve de conexión tanto con Santa María de la Cabeza a un nivel inferior como con el puente que cruza sobre dicha calle hasta Usera. Igualmente hay pequeños parques con juegos infantiles en la plaza de la Inmaculada Concepción y junto al cruce de las calles Baleares y Jacinto Verdaguer. Además, aunque no es un parque que se sitúe únicamente en el barrio, el parque de Madrid Río también cuenta con una parte situada en el barrio.

## Transportes
Podemos encontrar la estación de metro de Plaza Elíptica por la cual discurren las líneas  y  de metro. Además cuenta con un intercambiador de autobuses. Desde este lugar se puede acceder a la M40 mediante la carretera de Toledo. En cuanto a autobuses, las líneas 23 y 116 de la EMT atraviesan el barrio por las dos vías principales del mismo, la calle Antonio López y la calle Antonio Leyva. En el futuro contará con la nueva estación de metro de Comillas que se situará en el Parque de Comillas.

### Metro
La cobertura del barrio por parte del metro es escasa. El barrio únicamente cuenta con dos estaciones que se sitúan en el límite del barrio: Plaza Elíptica y Estación de Marqués de Vadillo, por las que se puede acceder a las líneas 5, 6 y 11. Cabe destacar que en la calle principal y más comercial de este barrio, la calle Antonio López, no se halla ninguna estación de metro, y solamente dispone de una línea de autobús, la línea 23.
| Línea Metro | Estaciones en Comillas, Carabanchel |
| ----------- | ----------------------------------- |
|             | Marqués de Vadillo                  |
|             | Plaza Elíptica                      |

### Autobuses
Por el barrio pasan los siguientes autobuses urbanos:
| Línea | Terminales                       |
| ----- | -------------------------------- |
| 23    | Plaza Mayor – Villaverde Cruce   |
| 34    | Cibeles – Las Águilas            |
| 35    | Plaza Mayor – Carabanchel Alto   |
| 47    | Atocha – Carabanchel Alto        |
| 55    | Atocha – Batán                   |
| 60    | Plaza de la Cebada – Orcasitas   |
| 81    | Oporto – Hospital 12 de Octubre  |
| 116   | Embajadores – Villaverde Cruce   |
| 118   | Embajadores – La Peseta          |
| 119   | Atocha – Barrio de Goya          |
| 155   | Plaza Elíptica – Aluche          |
| 247   | Atocha – Colonia San José Obrero |
| N15   | Cibeles – Hospital 12 de Octubre |
| N17   | Cibeles – Carabanchel Alto       |
| N26   | Alonso Martínez – Aluche         |
| E1    | Cibeles - La Peseta              |

## Calles principales
- Antonio de Leyva: Es una de las calles principales. Enlaza Plaza Elíptica con Marqués de Vadillo. En ella se encuentra los institutos de Emperatriz María de Austria y Calderón de la Barca. En esta calle, también podemos encontrar el CEIP Perú, y acceder al cementerio de San Lorenzo y San José, situado en la adyacente calle de la Verdad.

- Antonio López: Esta calle es una de las más largas de Comillas y eje comercial del barrio. Une Marqués de Vadillo con la Glorieta de Cádiz (Usera) y baja hasta la Glorieta de Málaga (en la que se encuentra el Hospital Universitario 12 de Octubre). En ella podemos encontrar todo tipo de tiendas, así como la Torre Praga, el edificio más alto del barrio.

- Marqués de Jura Real: Esta calle va desde Antonio López hasta Santa María de la Cabeza. Se trata de una calle con jardines y comercios y cuenta con un característico muro en la última parte de su recorrido.

- Parador del Sol: Paralela a la anterior. Esta calle comunica Joaquín Martínez Borreguero (una transversal a Marqués de Jura Real) con Antonio López. En ella podemos encontrar todo tipo de bares.

- Trifón Pedrero: Emblemático callejón perpendicular a Marqués de Jura Real y paralelo a Antonio López, con un descampado al fondo fuente de no pocas polémicas en cuanto a la responsabilidad sobre su estado. En esta Travesía se celebraron no pocos eventos deportivos durante los años 80 enfrentando a los vecinos de ambos extremos con el simpático resultado de que los vencedores eran porteados por los vencidos entre el jolgorio vecinal.

- Plaza de las Monjitas: Situada en el centro del Barrio, en el cruce de Eduardo Marquina con Inmaculada Concepción, conforma el núcleo de una zona comercial donde se pueden adquirir desde aletas hasta hojas de morera.

- Parque de Comillas: Situado entre las calles Antonio de Leyva y Baleares, el hoy espacio de obras para la construcción de la futura estación de metro de Comillas era un frondoso parque con juegos infantiles y pistas deportivas. Fue inaugurado en 1979 tras una larga lucha vecinal. En la posguerra fue un campo de concentración.[4]

## Dotaciones

### Sanitarias
Comillas cuenta con un centro de salud, ubicado en la calle Eduardo Marquina, 33.

### Cultura y Educación
En el límite del barrio, pero ya en el vecino Opañel se sitúa el centro cultural Lázaro Carreter, ubicado en la calle de La Verdad, 29.
En el distrito de Carabanchel hay 35 guarderías (6 públicas y 29 privadas), 17 colegios públicos de educación infantil y primaria, 8 institutos de educación secundaria y 24 colegios privados (con y sin concierto).

## Historia
Antes de la Guerra civil española, en los terrenos del actual Parque de Comillas, se produjo en 1935 un histórico mitin de Manuel Azaña que según algunas crónicas llegó a concitar cerca de medio millón de personas. En este enlace se pueden ver imágenes del barrio inmediatamente antes de la Guerra Civil.
Una vez acabada la Guerra Civil tiene lugar, en los años cuarenta, la urbanización de la zona, cuyos terrenos pertenecían entonces al municipio de Carabanchel Bajo. Para la construcción del barrio, la dictadura franquista utilizó a presos políticos encuadrados en batallones de trabajadores forzados. La prensa de la época se refería al destacamento penal donde estaban recluidos como «el campo de concentración de Comillas» por la dureza de sus condiciones de internamiento, aunque la distinción terminológica entre campos de concentración y meros centros de detención muchas veces no estaba clara.